# Bożena Boczarska
Bożena Boczarska (ur. 1942 w Kowalu) – polska pisarka i malarka.
W 1959 roku ukończyła III Liceum Ogólnokształcące im. Marii Konopnickiej we Włocławku. Następnie kształciła się na Wydziale Biologii i Nauk o Ziemi Uniwersytetu Łódzkiego. Przez 40 lat była nauczycielką biologii, z czego 32 lata spędziła ucząc w III LO im. Marii Konopnickiej we Włocławku, które ukończyła. W 2002 roku przeszła na emeryturę.
Mieszka i pracuje we Włocławku. Żona pisarza-historyka Józefa Boczarskiego.

## Twórczość
Jest członkinią Związku Literatów Polskich. Od 2012 roku należy do Regionalnego Stowarzyszenia Artystów „Wło-Art”. Obecnie jest jego wiceprezesem. Należy też do sekcji literacko-artystycznej Włocławskiego Towarzystwa Naukowego. Jest studentką Włocławskiego Uniwersytetu Trzeciego Wieku, na którym okazyjnie prowadzi też wykłady.

### Literatura
- Włocławska Ballada – 2002
- Anna już tu nie mieszka – 2003
- Kryształowa łza – 2003 (także ilustracje)
- Słowiański wiking – 2004
- Pszenne anioły – 2004
- Triada – 2006
- Życie jest paletą barw i… (Triada II) – 2007
- Kaczka po pekińsku – 2008
- Gdzieś w Wonderlandzie – 2010
- Ja…! – 2011
- Mój Włocławek moje życie – 2012
- Gorące czerwce – 2014
- Szumowisko – 2016[9]

### Malarstwo
W obszarze jej zainteresowań malarskich znajduje się przede wszystkim człowiek i jego środowisko. Stosuje różne techniki malarskie, m.in. pastele, akryle i farby olejne. Jej prace były wystawiane na 5 wystawach indywidualnych i kilku zbiorowych.